# Circuit de San Juan Villicum
 (août 2022).
Si vous disposez d'ouvrages ou d'articles de référence ou si vous connaissez des sites web de qualité traitant du thème abordé ici, merci de compléter l'article en donnant les références utiles à sa vérifiabilité et en les liant à la section « Notes et références ».
Le circuit de San Juan Villicum est un circuit automobile situé dans la province de San Juan en Argentine. Ce circuit est long de 4,254 km avec 15 virages. Il est inauguré en 2018. La première compétition que le circuit accueille est le championnat du monde de Superbike le 14 octobre 2018. La première course automobile se déroule le 18 novembre 2018 avec le championnat argentin Turismo Carretera.